# Жмурко Юрій Володимирович
Ю́рій Володи́мирович Жмурко́ (1977—2022) — солдат Збройних Сил України, учасник російсько-української війни.

## Життєпис
Народився 12 вересня 1977 року в місті Охтирка Сумської області.
З 2008 року працював слюсарем з ремонту технологічних установок на Качанівському ГПЗ ПАТ «Укрнафта». 
24 лютого 2025 року, під час підступного нападу російської федерації на територію України солдат Жмурко Юрій Володимирович свідомо прибув до Охтирського інженерного полку (військова частина А0563) та став до лав Збройних Сил України. 
Брав участь у захисті Батьківщини в боях за Охтирку.
Загинув 26 лютого 2022 року, рятуючи поранених побратимів під час бомбардування ворожою авіацією розташування медичної частини Охтирського інженерного полку.
Похований 3 березня 2022 року на Центральному кладовищі в місті Охтирка

## Нагороди та вшанування
- Орден «За мужність» III ступеня[1].